# Elias von Merw
Elias von Merw war ein im 7. Jahrhundert lebender nestorianischer Gelehrter und Geistlicher.
Über sein Leben ist nur wenig bekannt. Mitte des 7. Jahrhunderts war er Erzbischof der Assyrischen Kirche des Ostens in Merw, im Nordosten des Sassanidenreichs. Er war 659 am Sterbebett des Katholikos Ischo-Jab III. anwesend, mit dem er wohl recht eng zusammengearbeitet hatte.
Elias verfasste mehrere Werke in syrischer Sprache, die aber faktisch verloren sind. Er schrieb unter anderem theologische Kommentare, vor allem zu Bibelpassagen, Briefe und eine heute verlorene Kirchengeschichte, die als vertrauenswürdig bezeichnet wird. Elias gilt zudem in der neueren Forschung als ein möglicher Verfasser des Anonymus Guidi. Dort wird erwähnt, dass Elias viele Mitglieder türkischer und anderer Stämme zum Christentum bekehrt hat.